# Brachsenkräuter
Die Brachsenkräuter (Isoetes, auch Isoëtes geschrieben) sind die einzige rezente Gattung der Pflanzenordnung Brachsenkrautartige (Isoetales) innerhalb der Klasse Bärlapppflanzen (Lycopodiopsida). Diese ausdauernden krautigen Pflanzen mit knolliger Sprossachse wachsen untergetaucht im Wasser oder auf feuchtem Boden und kommen fast weltweit vor.

## Beschreibung

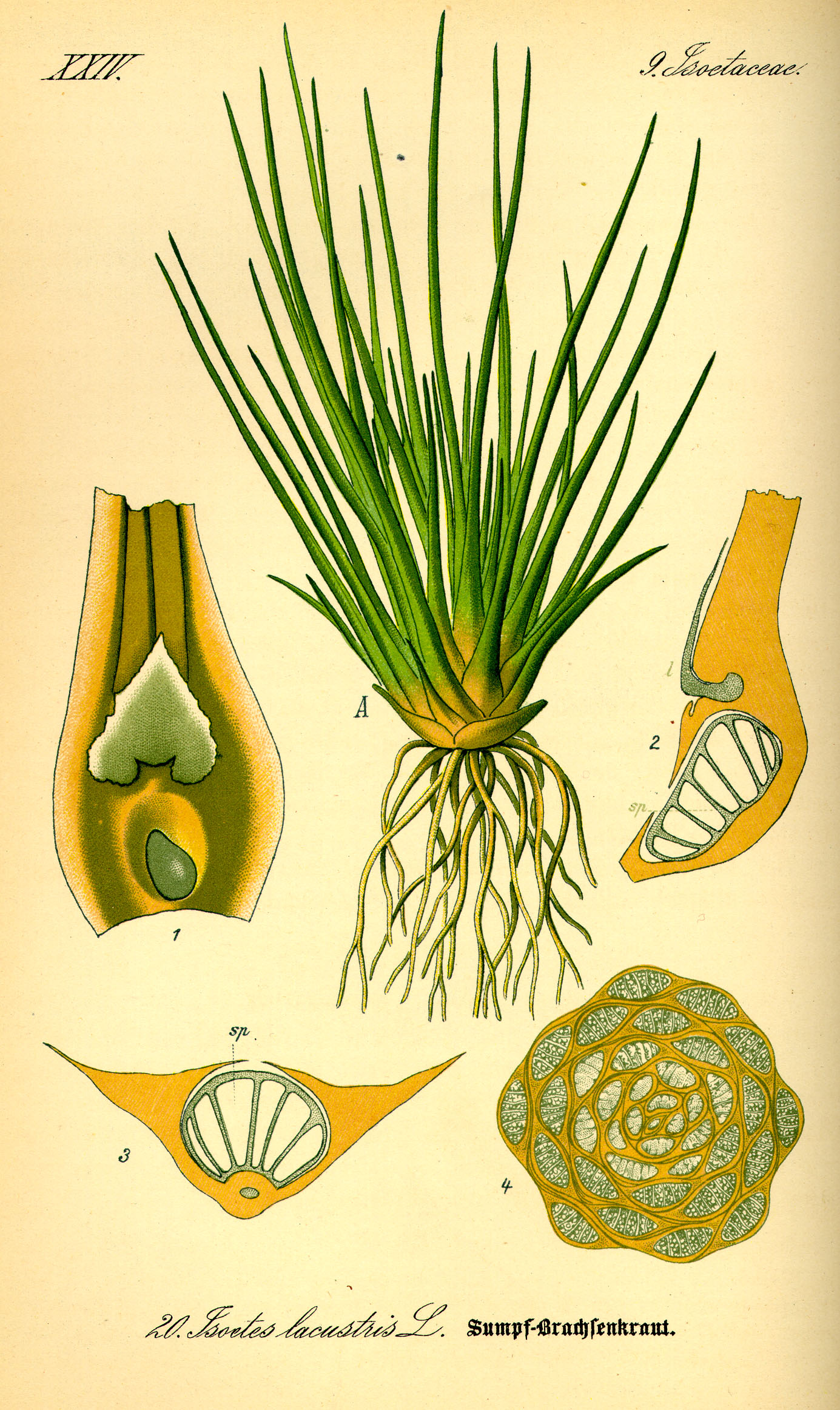
Illustration des See-Brachsenkraut (Isoetes lacustris):
(A) Ganze Pflanze – (1) Blattgrund mit Sporangium am Grund und Blatthäutchen darüber – (2) Längsschnitt und (3) Querschnitt des Blattgrundes mit dem gekammerten Sporangium – (4) Querschnitt durch Sprossbasis

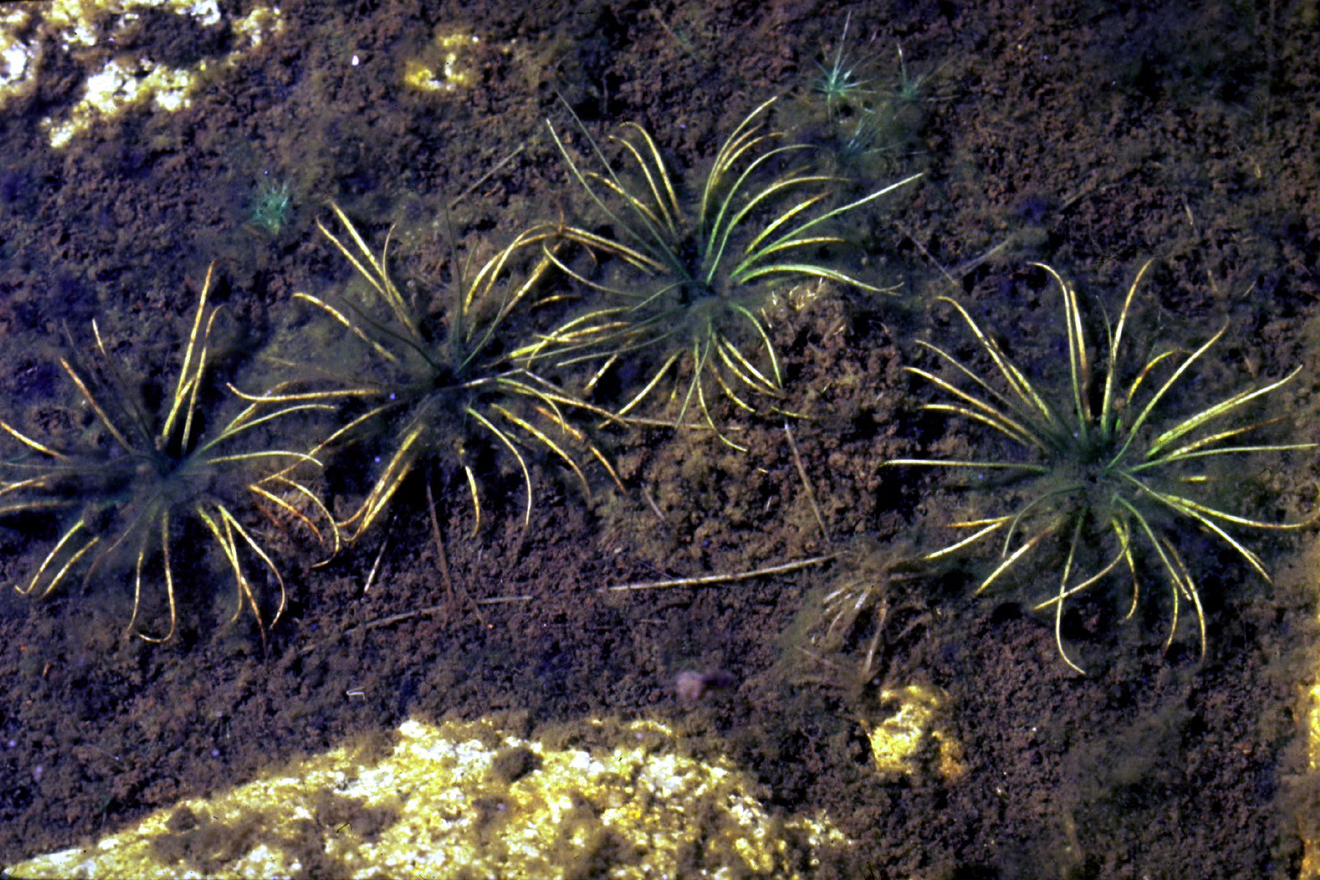
Isoetes echinospora

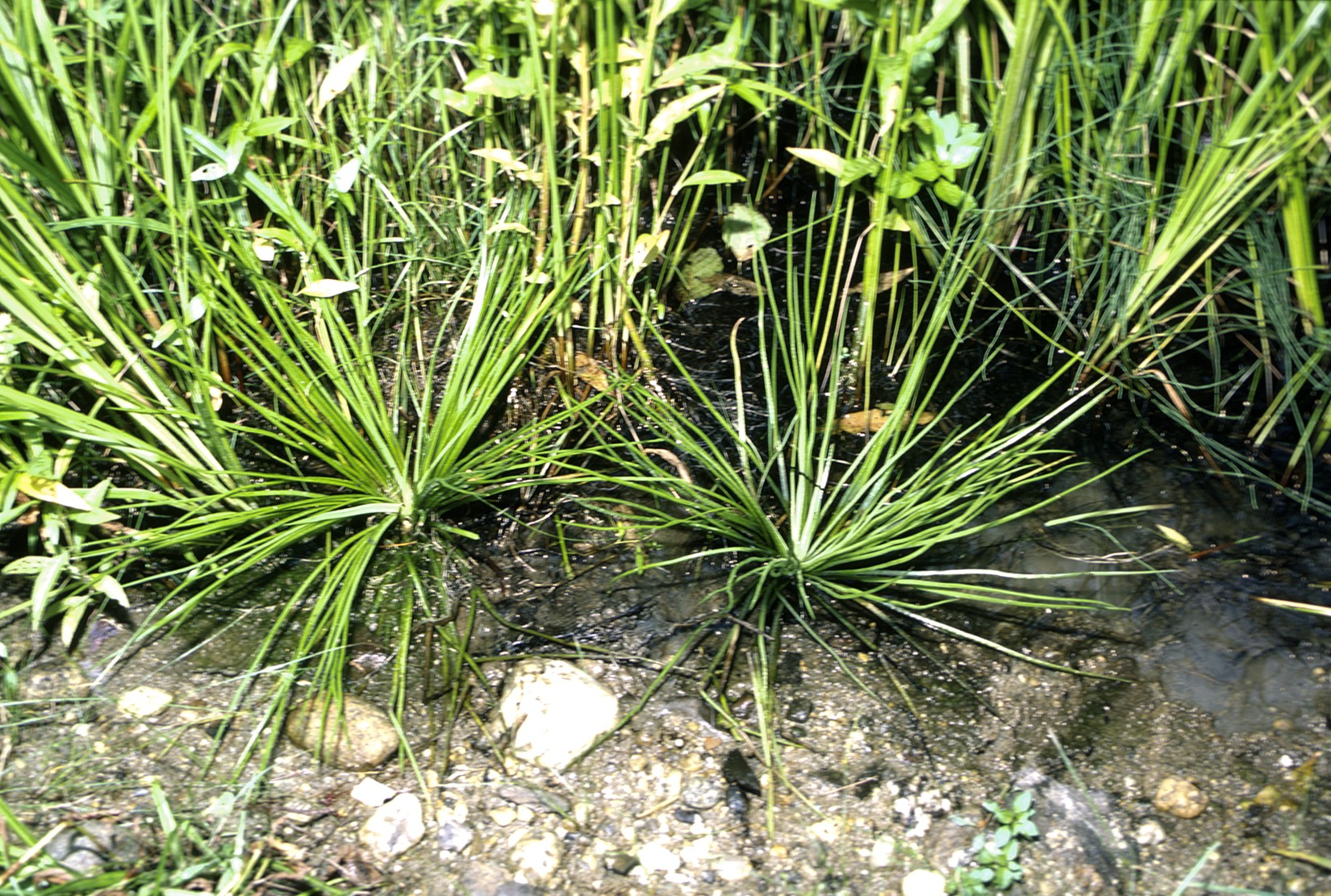
Isoetes engelmannii

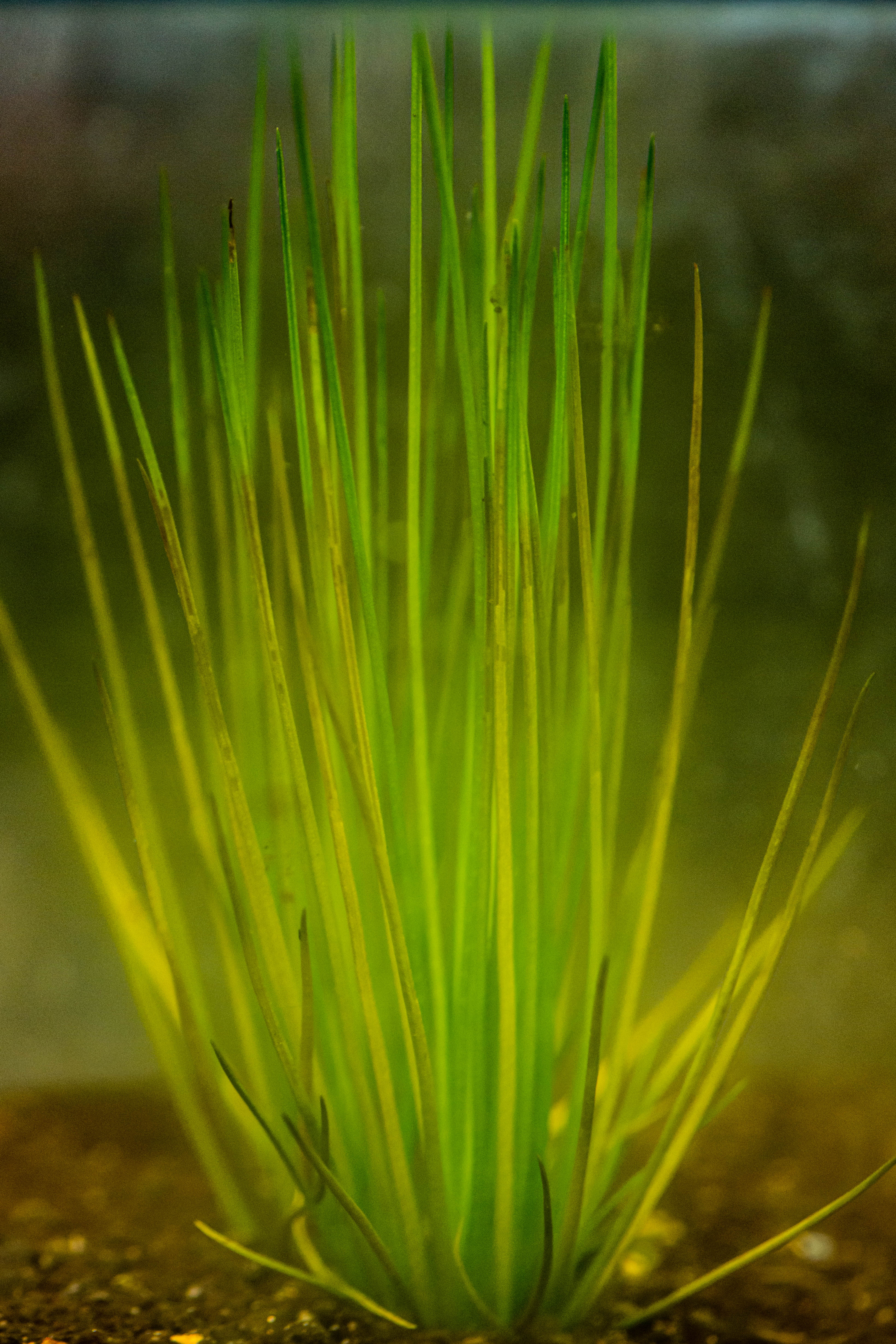
Isoetes japonica

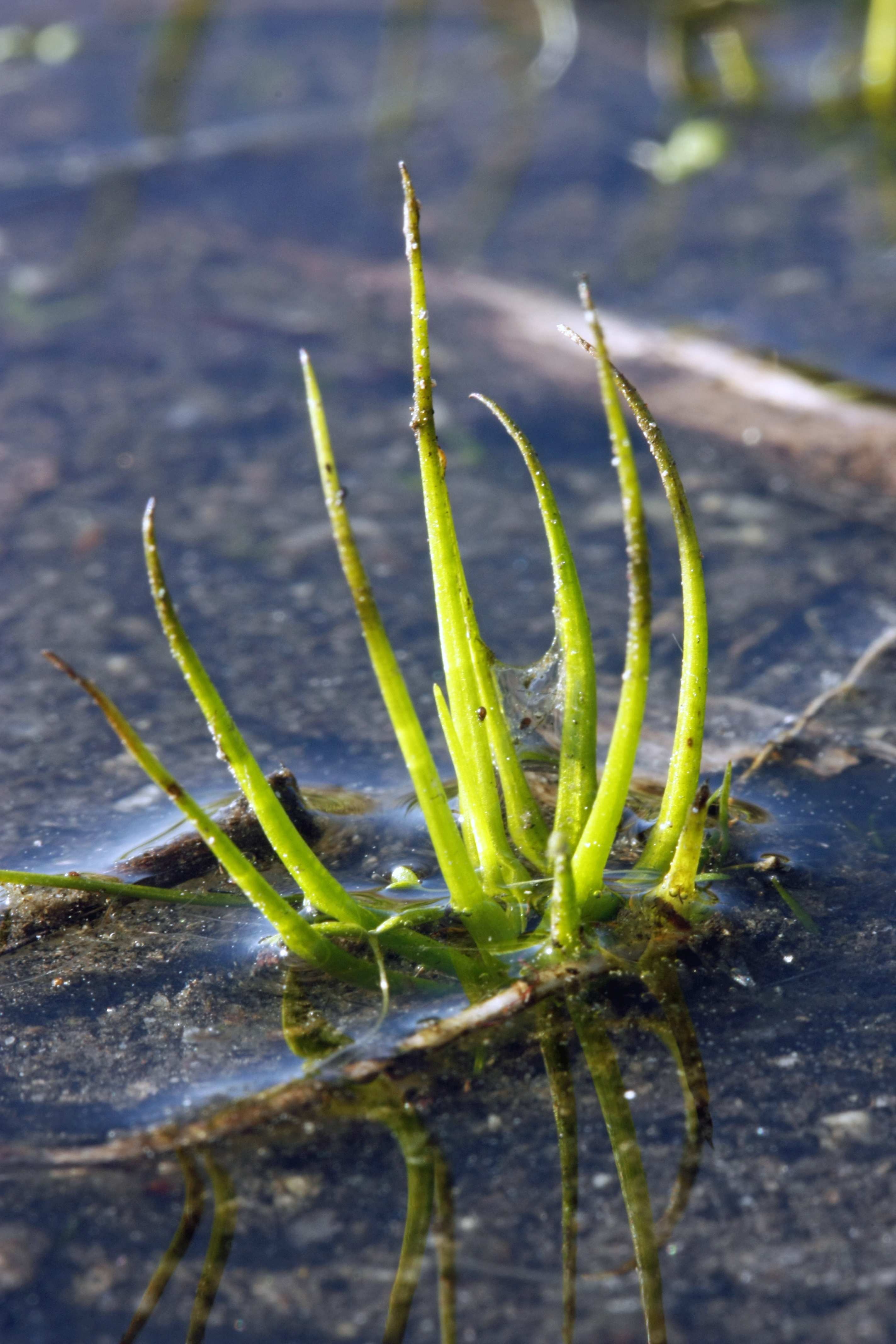
Isoetes melanospora

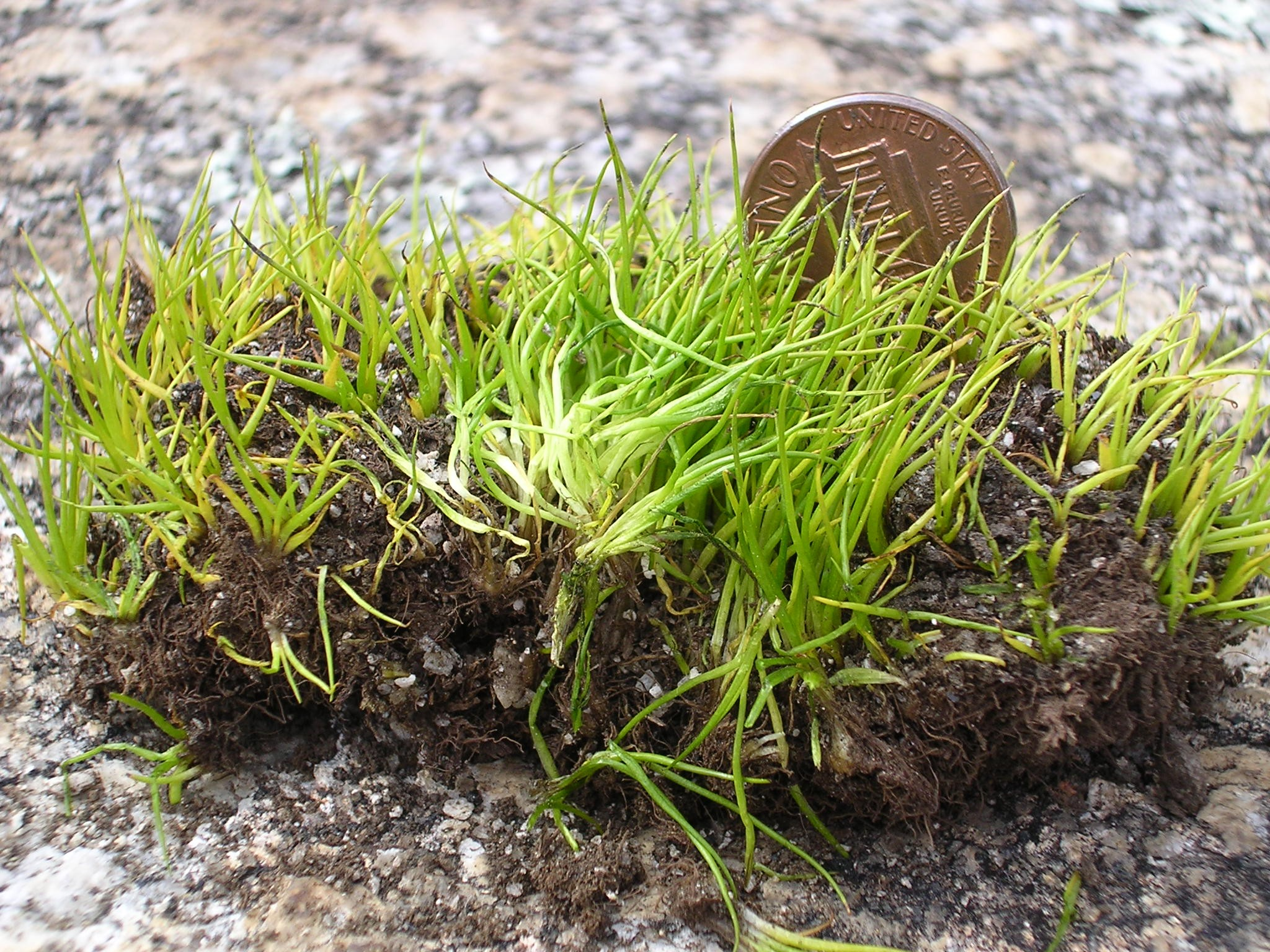
Isoetes tegetiformans

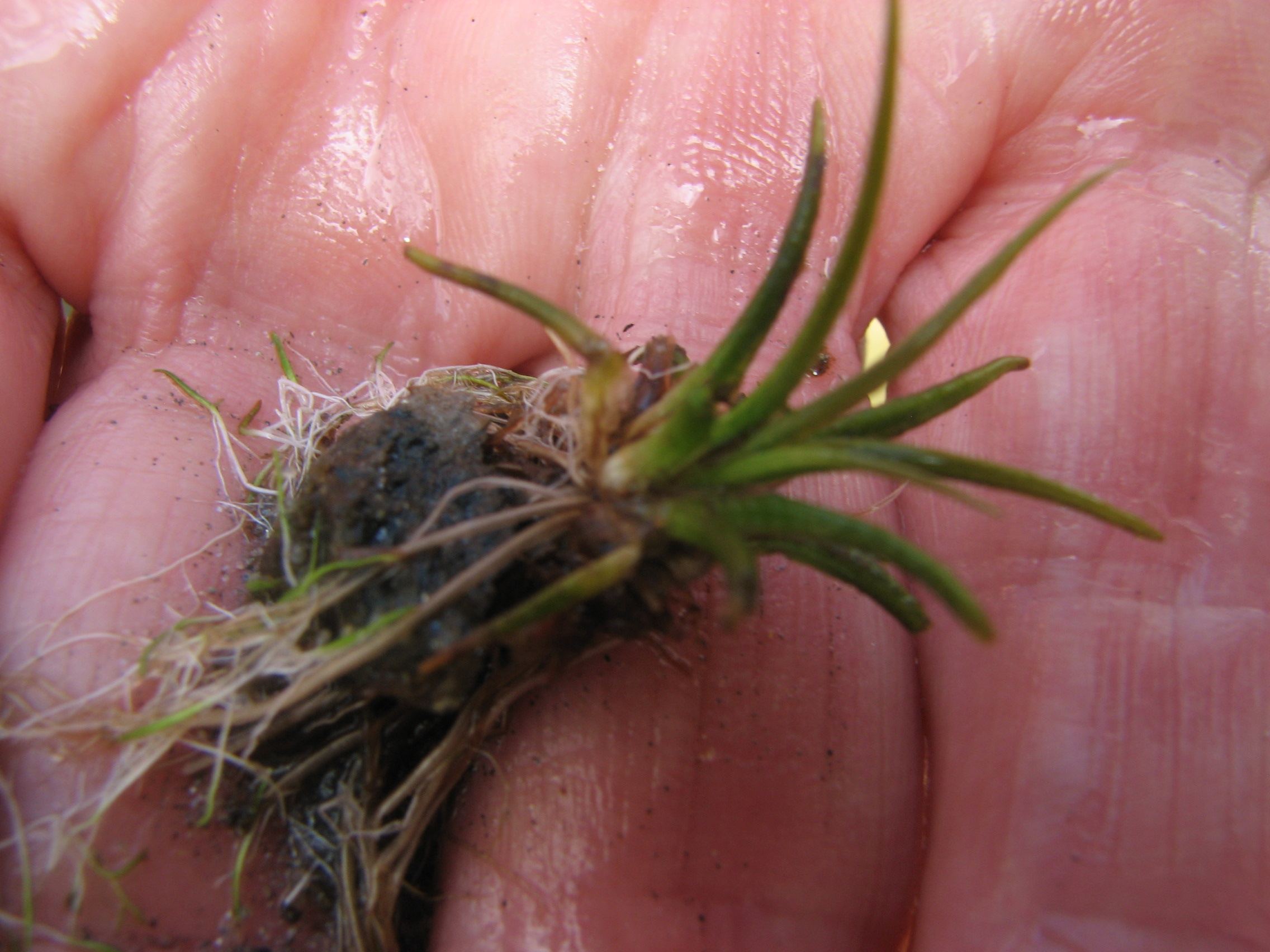
Isoetes viridimontana

### Vegetative Merkmale
Die Brachsenkräuter wachsen als ausdauernde krautige Pflanzen und besitzen einen binsenartigen Habitus; darin unterscheiden sie sich von allen anderen Bärlapppflanzen.

#### Sprossachse
Die Brachsenkräuter besitzen eine kurze, fleischige, aufrechte Knolle als Sprossachse.
Die Sprossachse ist selten ein- oder zweimal dichotom verzweigt, diese Arten wurden früher in eine eigene Gattung Stylites gestellt. Die Knolle wächst unterirdisch. Das Meristem am oberen Ende ist unterdrückt. Die Knolle ist zwei-, seltener dreilappig, eher kugelig bis waagrecht spindelförmig.
Die Sprossachse verfügt über ein sekundäres Dickenwachstum. Dieses erfolgt über eine Kambiumzone aus mehr oder weniger isodiametrischen Zellen, die in der Knolle um das primäre Leitgewebe entsteht. Dieses Kambium bildet wenig Xylem- und Phloem, aber viel Rindengewebe. In Arten der temperaten Zonen ist das Kambium jahreszeiten-abhängig aktiv. Gleichzeitig mit der Bildung von neuem Gewebe wird die äußerste Gewebezone zusammen mit den Blattresten und Wurzeln abgestoßen. Die reife Knolle behält daher eine konstante Größe.
Das primäre Xylem besteht aus mehr oder weniger isodiametrischen Tracheiden. Am Unterende der Stele bilden sie eine ankerförmige Verzweigung, die in der gleichen Ebene liegt wie die Querspalte an der Unterseite der Knolle. Das vom Kambium nach innen abgegebene Gewebe differenziert sich zu einem Gemisch aus Tracheiden, Siebzellen und Parenchym. Das nach außen abgegebene Gewebe ist parenchymatisch. Eine das Leitgewebe abgrenzende Endodermis fehlt bei den Brachsenkräutern.

#### Wurzeln
Das untere Meristem ist gleichfalls unterdrückt und liegt in der Querspalte der Knolle. Die Wurzeln entspringen der Unterseite der Knolle nahe dem Meristem. Die Wurzeln besitzen ein einzelnes Leitbündel, das von einer zweischichtigen Rinde umgeben ist: die äußere ist recht widerstandsfähig, die innere besteht aus zartwandigen Zellen und zahlreichen luftgefüllten Zellzwischenräumen.

#### Blätter
Jeder der Seitenzweige trägt am oberen Ende ein Büschel von Federkiel-ähnlichen Blättern (Mikrophyllen). Die Mikrophylle tragen eine Ligula. Die Blätter sind 1 bis 70 Zentimeter lang und stehen bei jungen Pflanzen zunächst in zwei Reihen (distich), dies geht bald in eine dichte Spirale um das Meristem über.
Die Blätter sind von einem einzelnen Leitbündel durchzogen, das häufig sehr dünn ist. Um das Gefäßbündel liegen vier Luftkanäle, die in Abständen von Querwänden unterbrochen sind. Bei Wasserpflanzen sind die Luftkanäle besonders stark ausgeprägt. Die Blattbasis ist verbreitert und chlorophyllfrei. Die Basen überlappen sich und bilden einen Schopf.

### Vermehrung und Gametophyten
Die Isoëtales sind heterospor. Die Sporophylle unterscheiden sich nicht wesentlich von sterilen Blättern. Die in der Wachstumssaison zuerst gebildeten Blätter bilden Megasporangien, die späteren Mikrosporangien, die zuletzt gebildeten Blätter sind häufig steril. Das Sporangium entsteht zwischen Ligula und Achse. Ein Teil des Gewebes im Inneren des Sporangiums verbleibt steril und bildet Zwischenwände, sogenannte Trabeculae. Das reife Sporangium ist von einer dünnen Hülle, dem Velum eingeschlossen. Das Velum entsteht unterhalb der Ligula und wächst über das Sporangium, wobei eine zentrale Öffnung, das Foramen, freibleibt.
In einem Megasporangium werden etwa 100 Megasporen in der Größe von 0,2 bis fast 1 Millimetern gebildet. In den Mikrosporangien entstehen bis zu einer Million Mikrosporen von bis zu 40 Mikrometer Durchmesser. Die Mikrosporen sind monolet, besitzen nur eine Trennungsnarbe, während die Megasporen trilet sind, eine dreistrahlige Narbe besitzen. Isoetes ist damit die einzige rezente Gattung der Bärlapppflanzen, die monolete Sporen bilden, aber auch eine der ganz wenigen Pflanzen, die an einem Individuum sowohl mono- als auch trilete Sporen bilden.
Die Sporen werden erst im Zuge der Zersetzung des Sporophylls freigesetzt. Keimung und Entwicklung der Gameten ähneln der bei den Moosfarnen. Im Unterschied dazu verbleibt der männliche Gametophyt vollständig in der Spore (ist endospor). Aus dem einzigen Antheridium gehen vier Spermatozoide hervor, die im Gegensatz zu denen bei den Moosfarnen und bei Lycopodium vielgeißelig sind. Die Spermatozoide werden durch Aufreißen der Mikrosporen-Wand freigesetzt. Der weibliche Gametophyt ähnelt dem der Moosfarne. Die Zellbildung reicht bis weit in das Sporeninnere hinein, ein Diaphragma wie bei vielen Moosfarnen fehlt. Die Entwicklung des weiblichen Gametophyten verläuft zunächst endospor, der wachsende Gametophyt reißt allerdings die Megaspore auf entlang der dreistrahligen Narbe. Er bildet allerdings kein Chlorophyll. Die Archegonien ähneln ebenfalls denen der Moosfarne, ihr Hals besteht allerdings aus vier Zelllagen, nicht aus zwei.
Die erste Teilung der Zygote verläuft leicht schief. Es wird kein Suspensor gebildet, der Embryo ist dennoch endoskopisch, da die äußere Zelle den Fuß bildet, der gesamte restliche Embryo von der verbliebenen inneren Zelle abstammt. Der Embryo dreht sich im Laufe des Wachstums, sodass er schlussendlich zur Oberseite des Gametophyten weist. Er bricht aus dem Gametophyten hervor, die Jungpflanze verbleibt noch einige Zeit von einer Scheide aus Gametophyten-Gewebe umgeben.
Aus triploiden Arten von Isoetes ist Apogamie bekannt. Häufig kommt asexuelle Fortpflanzung mittels Knospenbildung anstelle des Sporangiums vor.

## Systematik und Verbreitung
Isoetes ist die einzige rezent vorkommende Gattung der Ordnung Isoëtales. Die früher zu Stylites gerechneten Arten werden heute zu Isoetes gerechnet.
Die Gattung Isoetes umfasst etwa 150 Arten. Nur das See-Brachsenkraut (Isoetes lacustris) und das Igelsporiges Brachsenkraut (Isoetes echinospora) kommen als Seltenheiten in Mitteleuropa vor. In Europa, Nordafrika und Vorderasien gibt es folgende Arten:
- Isoetes anatolica Prada & Rolleri: Sie kommt in der Türkei vor.[6]
- Isoetes azorica Durieu ex Milde:Dieser Endemit kommt nur auf den Azoren vor.[5]
- Isoetes boryana Durieu: Sie kommt nur in Frankreich vor.[5]
- Isoetes creussensis Lazare & S.Riba: Sie kommt in Spanien und in Andorra vor.[5]
- Isoetes duriei Bory: Es ist im Mittelmeerraum verbreitet.
- Igelsporiges Brachsenkraut (Isoetes echinospora Durieu)[7]: Es ist in Europa, in Ostasien, Nordamerika und Grönland verbreitet und ist in Sibirien ein Neophyt.
- Isoetes fluitans M.I.Romero: Sie kommt in Spanien vor.[8]
- Isoetes gymnocarpa (Gennari) A.Braun (Syn.: Isoetes sicula Tod., Isoetes subinermis (Gennari) Cesca & Peruzzi, Isoetes histrix var. subinermis Motelay & Vendryès): Sie kommt in Italien, Sardinien, Sizilien, Griechenland, Kreta, in der Ägäis und in der Türkei vor.[5]
- Isoetes heldreichii Wettst.: Sie kommt nur in Griechenland vor.[5]
- Isoetes histrix Bory: Sie ist im Mittelmeerraum und in Westeuropa verbreitet.
- See-Brachsenkraut (Isoetes lacustris L.):[7] Es ist in Europa, in Westsibirien, in Japan, Nordamerika und Grönland verbreitet.
- Isoetes libanotica Musselman, Bolin & R.D.Bray: Sie wurde 2011 aus dem Libanon erstbeschrieben.[9]
- Isoetes malinverniana Cesati & De Not.: Dieser Endemit kommt nur in Nordwestitalien vor.
- Isoetes olympica A.Braun: Sie kommt nur in Vorderasien vor.
- Isoetes sabatina Troia & Azzella: Sie kommt in Italien vor.[10]
- Isoetes setacea Lam. (Syn.: Isoetes delilei Rothm.), kommt nur in Frankreich, in Spanien und in Portugal vor.
- Isoetes todaroana Troìa & Raimondo (Syn.: Isoetes iapygia Ernandes & al.): Sie kommt in Italien, Sizilien und in Griechenland vor.[11]
- Isoetes velata A.Braun (Syn.: Isoetes boryana Durieu),[12]: Die mehreren Unterarten kommen im westlichen Mittelmeerraum und in Portugal vor und werden zum Teil auch als Aquarienpflanzen[13] verwendet.

Weitere Arten sind (Auswahl):
- Isoetes andicola (Amstutz) L.D.Gómez (Syn.: Stylites andicola Amstutz), kommt in den Anden Südamerikas vor.
- Isoetes biafrana Arthur Hugh Alston: Sie ist nur vom Moka- und Oku-See bekannt.[14]
- Isoetes cubana Engelm. ex Baker
- Isoetes engelmannii A.Braun: Sie ist in den Vereinigten Staaten verbreitet.
- Isoetes japonica A.Braun
- Isoetes melanospora Engelm.: Sie kommt in Georgia und in South Carolina vor.
- Isoetes mexicana Underw.
- Isoetes sinensis Palmer: Sie kommt in den chinesischen Provinzen  Anhui, Guangxi, Jiangsu und Zhejiang vor.[15]
- Isoetes tegetiformans Rury: Dieser Endemit kommt nur in Georgia vor.
- Isoetes viridimontana M.A.Rosenthal & W.C.Taylor: Dieser Endemit wurde 2014 aus Vermont erstbeschrieben.
- Isoetes welwitschii A.Braun ex Kuhn: Verbreitet in Afrika (u. a. Angola, Botswana, Äthiopien, Ghana, Kenya, KwaZulu-Natal, Madagaskar, Nigeria, Sudan).[16]